# Oneirodes carlsbergi
Oneirodes carlsbergi är en fiskart som först beskrevs av Regan och Ethelwynn Trewavas 1932.  Oneirodes carlsbergi ingår i släktet Oneirodes och familjen Oneirodidae. Inga underarter finns listade i Catalogue of Life.